# Turraea thouvenotii
Turraea thouvenotii är en tvåhjärtbladig växtart som beskrevs av Paul Auguste Danguy. Turraea thouvenotii ingår i släktet Turraea och familjen Meliaceae. Inga underarter finns listade i Catalogue of Life.